# The Early Years
The Early Years er rockgruppen D-A-Ds tredje opsamlingsalbum. Det indeholder alle numre fra deres to første albums Call of the Wild (1986) og D.A.D. Draws A Circle (1987), deres første Ep Standin' On the Never Never (1985) samt ekstramateriale med blandt andet remix og radioklip.

## Spor

### CD 1
Call Of The Wild
1. "Land Of Their Choice"
2. "Call Of The Wild"
3. "Riding With Sue"
4. "Marlboro Man"
5. "Counting The Cattle"
6. "Jackie O"
7. "Trucker"
8. "Rock River"
9. "Jonnie"
10. "Son Of A Gun"
11. "It's After Dark"

D.A.D. Draws A Circle
1. "Isn't That Wild"
2. "A Horse with No Name"
3. "Mighty Highty High"
4. "I Won't Cut My Hair"
5. "Black Crickets"
6. "There's A Ship"
7. "God's Favorite"
8. "10 Knots"
9. "Ride My Train"
10. "Rather Live Than Die"

### CD 2
Standin' On The Never Never
1. "Up, Up Over The Mountain Top"
2. "Marlboro Man"
3. "Never Never (Indian Love)"

Ekstra materiale
1. "Ride My Train" (2000 Remix)
2. "It's After Dark" (video version)
3. "Trucker" (2000 remix single version/radio edit)
4. "Trucker" (2000 remix club version)
5. "Trucker" (1987 New York remix)
6. "Trucker" (1987 jab dub)
7. "There's A Shi" (The 1987 megamix)
8. "Rin Tin Tin" (demo)
9. "It's A Sad Sad X-mas" (single version)
10. The Danish Radio 1987/88 New year's jingle 1: "The Party"
11. The Danish Radio 1987/88 New year's jingle 2: "From Us To You"
12. The Danish Radio 1987/88 New year's jingle 3: "Fireworks"
13. "Land Of Their Choice" (live 1985)
14. Radio Voice interview: "The Whopper End"